# Séisme de 1979 au Monténégro
Un séisme s'est produit au Monténégro le 15 avril 1979 à 6 h 19 UTC avec une magnitude de moment de 6,9 et une intensité maximale sur l'échelle de Mercalli de X (Extrême). Il s'agit du tremblement de terre le plus dévastateur qui ait eu lieu en République socialiste du Monténégro, république fédérée qui faisait alors partie de la Yougoslavie. Il a été principalement ressenti le long des côtes monténégrines et albanaises. Il a également été ressenti dans d'autres régions du pays (à Podgorica et Dubrovnik avec une intensité de VII, à Sarajevo et Skopje avec une intensité de V-VI, à Belgrade avec une intensité de IV, ou encore à Zagreb et Ljubljana avec une intensité de III-IV).
Le tremblement de terre principal a été suivi de plus de 90 répliques d'une magnitude supérieure à 4,0 sur l'échelle de Richter,, dont la plus forte s'est produite le 24 mai 1979, avec une magnitude de 6,3.

## Dommages
La vieille ville de Budva, l'un des sites du patrimoine culturel du Monténégro, a été gravement dévastée. Sur les 400 bâtiments de la vieille ville de Budva, 8 sont restés indemnes du tremblement de terre. Les murs et remparts du XVe siècle protégeant la vieille ville ont également été gravement endommagés. Le monastère de Praskvica, situé entre Miločer et Sveti Stefan dans la municipalité de Budva, a également beaucoup souffert. L'église à l'intérieur du monastère s'était presque totalement effondrée, tandis que les fresques du monastère étaient complètement endommagées.
Les murs entourant Stari Bar n'ont subi que très peu de dégâts à la suite du tremblement de terre, en comparaison de l'aqueduc de Stari Bar, qui a été complètement détruit. Herceg Novi, la plus jeune ville de la côte monténégrine, a également beaucoup souffert. Des parties des murs de la vieille ville de Herceg Novi sont tombées dans la mer Adriatique. La vieille ville d'Ulcinj, un autre site du patrimoine culturel monténégrin, a été presque totalement dévastée. La tour Balšić, vieille de plusieurs siècles, à Ulcinj a failli s'effondrer à la suite du tremblement de terre.
Plus de 450 villages ont été rasés. En outre, de nombreux villages des régions de Crmnica, Grbalj, Krajina et Paštrovići risquaient de s'effondrer presque totalement. Plus à l'intérieur des terres, Cetinje, Danilovgrad, Nikšić et la capitale du Monténégro, Titograd (actuellement Podgorica), ont également été endommagées, mais pas aussi gravement.
Même des zones situées en dehors du Monténégro et de l’Albanie ont subi des dégâts. 1 071 bâtiments ont été endommagés à Dubrovnik, en Croatie, y compris les murs de Dubrovnik. Dans les villages de Konavle et Župa dubrovačka, au sud de Dubrovnik, construits sur des pentes de montagnes non sécurisées, 80 % des maisons furent inhabitables. En 1980, le total des dégâts dans la région de Dubrovnik était estimé à 436,5 millions de dollars américains.
Selon un rapport de l'UNESCO de 1984, un total de 1 487 objets ont été endommagés, dont près de la moitié étaient des habitations et 40 % étaient des églises et autres propriétés sacrées. Seuls 30 % des 1 487 objets endommagés ont été détruits. Plus de 1 000 monuments culturels ont été touchés, ainsi que des milliers d'œuvres d'art et de précieuses collections.
À la fin de la catastrophe, 101 personnes étaient mortes au Monténégro et 35 en Albanie, et plus de 100 000 personnes se retrouvèrent sans abri.

### Aide et secours

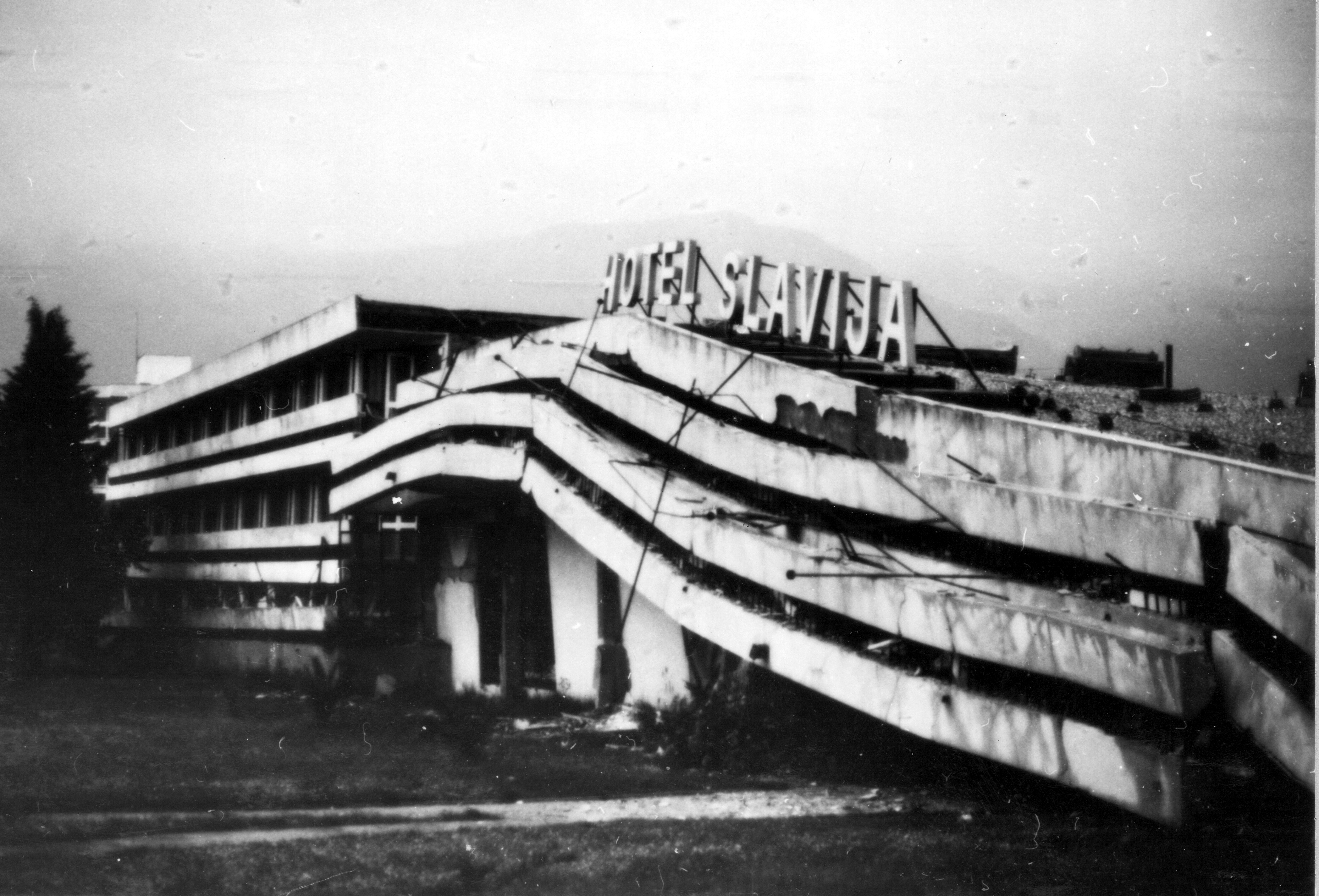
Dommages causés à l’hôtel Slavija à Budva.

Quelques jours après le tremblement de terre, 30 000 dollars ont été immédiatement débloqués pour les travaux d'aide et la restauration des zones sinistrées. Le 28 mai 1979, le directeur général de l'UNESCO a lancé un appel mondial aux dons pour aider la nation à se remettre de la dévastation, le budget fédéral étant insuffisant pour financer l'aide.
Plusieurs mois plus tard, en octobre 1979, le Comité du patrimoine mondial de l'UNESCO décide d'inscrire la région naturelle et culturo-historique de Kotor sur la Liste du patrimoine mondial et sur la Liste du patrimoine mondial en péril.
L'UNESCO, par l'intermédiaire de l'ICCROM, a aidé l'Institut républicain pour la protection des monuments culturels de Cetinje à restaurer les fresques de l'église de la Vierge du monastère de Podlastva. Une aide similaire a été accordée pour la restauration de l'église Alexandre-Nevski sur l'île de Sveti Stefan.
Les premières estimations du coût des biens culturels endommagés s'élevaient à environ 10 527 690 000 dinars yougoslaves (10,5 milliards de dollars américains), soit un peu moins de 15 % du total des dégâts causés par le séisme. Les taux d’inflation de 1984 menèrent ce montant à environ 3 174 098 500 000 de dinars (3 174 milliards de dinars), ce qui équivaut à 31,7 milliards de dollars. Le gouvernement yougoslave a accepté de payer 82 % du coût total estimé des biens culturels endommagés, tandis que les 18 % restants devaient être payés par les municipalités locales. Pour aider à couvrir le coût total de la catastrophe, le gouvernement avait créé un fonds statutaire où chaque travailleur de la RFS de Yougoslavie contribuait à hauteur de 1 % de son salaire mensuel aux efforts de restauration sur une période de dix ans, de 1979 à 1989.
Jusqu'au 1er septembre 1983, le Gouvernement avait budgétisé une dépense totale de 54 722 849 000 dinars (54,7 milliards de dinars), dont 3,7% soit 21 023 620 800 dinars (21 milliards de dinars)[Quoi ?] étaient alloués aux biens culturels.
En 1984, le Monténégro était encore en cours de restauration, toute la côte monténégrine, en particulier Budva et Kotor, et Cetinje recevant le plus gros volume de restauration. Plusieurs objets avaient été entièrement restaurés en 1984, notamment le musée commémoratif de Jovan Tomasevic à Bar ; le monastère de Saint-Vid et l'église Saint-Alexandre-Nevski à Budva ; l'Institut de la République pour la protection des monuments culturels (ancienne ambassade d'Autriche), le Musée d'État (ancien palais du roi Nicolas), la Galerie nationale et maison épiscopale de Cetinje ; les archives et la galerie de Josip Bepo Benkovic à Herceg Novi, le centre culturel de Kotor, l'église Saint-Georges d'Orahovac (Kotor), l'église Notre-Dame de Krimovice (Kotor), l'église Saint-Jean de Dub (Kotor), l'église Saint-Georges de Sisici (Kotor), l'église Saint-Georges de Sutvara (Kotor), l'église Saint-Georges de Prijeradi (Kotor), l'église Saint-Eustache de Dobrota (Kotor), l'église Notre-Dame des Rochers à Perast (Kotor), des mosaïques romaines à Risan (Kotor) et douze églises à Grbalj (Kotor).

## Lectures complémentaires
- Schmitz, Biermanns, Hinsch et Ðaković, « Ongoing shortening in the Dinarides fold-and-thrust belt: A new structural model of the 1979 (Mw 7.1) Montenegro earthquake epicentral region », Journal of Structural Geology, vol. 141,‎ 2020, p. 104192 (ISSN 0191-8141, DOI 10.1016/j.jsg.2020.104192, Bibcode 2020JSG...14104192S)
- USGS, EXPO-CAT Earthquake Catalog, United States Geological Survey, coll. « Version 2007–12 », 1er décembre 2008 (lire en ligne)/
- ISC, ISC-GEM Global Instrumental Earthquake Catalogue (1900–2009), International Seismological Centre, coll. « Version 2.0 », 2015 (lire en ligne).
- A. Leeds, R. B. Matthiesen et D. Anicic, Montenegro, Yugoslavia earthquake, April 15, 1979 : reconnaissance report, Earthquake Engineering Research Institute, 1980 (lire en ligne [archive du 7 avril 2015]), p. 4.
- USGS, PAGER-CAT Earthquake Catalog, United States Geological Survey, coll. « Version 2008_06.1 », 4 septembre 2009 (lire en ligne).